# Дмитревский, Михаил Иванович
Михаи́л Ива́нович Дмитре́вский (1788 (1790), Рязань — не раньше 1820) — русский поэт, прозаик и переводчик.

## Биография
Родился в 1788 (или 1790) году в Рязани. Его отец И. И. Дмитр[и]евский был переводчиком Святейшего Синода и преподавателем греческого и латинского языков в Московском университете.
В 1799 году, по отцовскому формулярному списку, числился служащим при Тамбовской консистории. С 1800 года — ученик гимназии при Московском университете, позднее — студент его словесного факультета (1805—1808).
В 1809 году в одном из образовательных учреждений Одессы (предположительно, в Благородном институте Вольсея) прошёл экзамен на преподавателя русской и латинской литературы. В течение нескольких лет давал уроки в частных домах и преподавал в Феодосийском городском училище.
После 1812 года возвратился в Рязань. Последующий период жизни документально не зафиксирован.

## Литературная деятельность
В 1802 году в Москве опубликована книга Дмитревского «Плоды уединения», куда вошли его драмы «Добрый внук», «Честолюбие и позднее раскаяние», повесть «Мориц, или Жертва мщения», написанные в мелодраматическом духе А. Коцебу. В этот же сборник вошёл ряд прозаических и стихотворных описаний и рассуждений («Весеннее утро», «Чувства кающегося грешника», «Соловей», «Кладбище» и т. д.).
Все дальнейшие литературные эксперименты Дмитревского соответствовали «школьным» стандартам: статьи для студенческого сборника «Весенний цветок» (часть 2—3, М., 1807; «Раскаяние молодого человека», «Действие зависти», «Утренняя nрогулка» и пр.), «Взор на нынешнее состояние Греции» (М., 1806), «Плач питомца муз на кончину... М. Н. Муравьева» (М., 1807). Из них две последних работы — на русском и греческом языках.
В 1807—1808 годах, вероятно, был соиздателем «Друга юношества» (вместе с М. И. Невзоровым) и анонимным автором некоторых текстов этого журнала.
Дмитревский также известен как переводчик и составитель хрестоматий, в числе которых «Способ сохранять своё здоровье, или Краткая диэтетика...» (М., 1807), перевод хрестоматии Х. Ф. Маттеи «Лучшие места из разных греческих писателей...» (М., 1807), «Путешествие в Новый Иерусалим» (М., 1808) и т. д.
В 1836 году в Москве под редакцией Дмитревского и с его примечаниями была переиздана книга «Политические речи Исократа Афинского», написанная отцом писателя.
Некоторые работы литератора так и не были изданы. В рукописи сохранилось географо-статистическое описание «Картина Крыма» с приложением к нему краткого автобиографического очерка, содержащего список неопубликованных сочинений.